# فرد گوین
فرد گوین (انگلیسی: Fred Gwynne؛ ۱۰ ژوئیهٔ ۱۹۲۶ – ۲ ژوئیهٔ ۱۹۹۳) یک هنرپیشه اهل ایالات متحده آمریکا بود. وی بین سال‌های ۱۹۵۱ تا ۱۹۹۲ میلادی فعالیت می‌کرد.
از فیلم‌ها و برنامه‌های تلویزیونی که وی در آن نقش داشته است می‌توان به در بارانداز، سایه‌ها و مه، آیرن‌وید، انجمن پنبه، راز موفقیت من و خیلی خوب اشاره کرد.